# جیسی کریسون
جیسی کریسون (انگلیسی: Jesse Kerrison؛ زادهٔ ۳ آوریل ۱۹۹۴) دوچرخه‌سوار اهل استرالیا است.